# 仙學
仙學是研究人的衛生、養生、攝生乃至身與意的統一昇華，直到長生、再生、永生的學問。仙家成就的最後目標是飛昇，是將重濁有生命的肉體化為輕清有生命的炁體，離開短命的世界而升遷到長命的世界，永不寂滅。二十世紀20年代，由中國著名道家學者陳攖寧首次倡導將仙學獨立出來作為專門的學術來研究。神仙之學在中國相傳已有數千年的歷史，其基本內容包括三元丹法、中醫針藥及內家拳三大部分。
道教《钟吕传道集》一书中谈到“仙有五等”：“法有三成者，小成、中成、大成之不同也。仙有五等者，鬼仙、人仙、地仙、神仙、天仙之不等，皆是仙也。鬼仙不离于鬼，人仙不离于人，地仙不离于地，神仙不离于神，天仙不离于天。”“神仙者，以地仙厌居尘世，用功不已，关节相连，抽铅添汞而金精炼顶。玉液还丹，炼形成气而五气朝元，三阳聚顶。功满忘形，胎仙自化。阴尽阳纯，身外有身。脱质升仙，超凡入圣。谢绝尘俗以返三山，乃曰神仙。”“传道人间，道上有功，而人间有行，功行满足，受天书以返洞天，是曰天仙。” 　